# Enciclopedia Yǒnglè
La Enciclopedia Yongle (chino tradicional: 永樂大典; chino simplificado: 永乐大典; pinyin: Yǒnglè Dàdiǎn; Wade-Giles: Yung-lo Ta-tien; lit. "Gran canon de Yongle") es una enciclopedia leishu china, en gran parte perdida, encargada por el emperador Yongle de la dinastía Ming en 1403 y completada en 1408. Constaba de 22 937 rollos o capítulos manuscritos, en 11 095 volúmenes. En la actualidad se conservan menos de 400 volúmenes, que comprenden unos 800 capítulos (rollos), o el 3,5 % de la obra original. La mayor parte se perdió en la segunda mitad del siglo XIX, en medio de los ataques occidentales y los disturbios sociales. Su gran alcance y tamaño la convirtieron en la mayor enciclopedia general del mundo hasta que fue superada por Wikipedia a finales de 2007, casi seis siglos después.

## Antecedentes
Aunque es conocido por sus logros militares, el emperador  Yongle era también un intelectual que disfrutaba de la lectura. Su amor por la investigación le llevó a desarrollar la idea de clasificar las obras literarias en una enciclopedia de referencia, con el fin de preservar los libros raros y simplificar la investigación. La transformación de la Academia Hanlin por parte del emperador Yongle fue fundamental para esta empresa. Antes de su reinado, la Academia Hanlin era responsable de varias tareas clericales, como la redacción de proclamas y edictos. El emperador Yongle decidió elevar el estatus de la Academia Hanlin y comenzó a seleccionar sólo a los reclutas de mayor rango para la academia. Las tareas administrativas fueron relegadas a los oficiales imperiales, mientras que la Academia Hanlin, ahora llena de eruditos de élite, comenzó a trabajar en proyectos literarios para el Emperador.

## Desarrollo
El Yongle Dadian fue encargado por el emperador Yongle (1402-1424) y completado en 1408. En 1404, un año después de que se encargara la obra, un equipo de 100 eruditos, en su mayoría de la Academia Hanlin, completó un manuscrito llamado Obra completa de literatura. El emperador Yongle rechazó esta obra e insistió en añadir otros volúmenes. En 1405, bajo el mando del emperador Yongle, el número de eruditos aumentó a 2.169. Los eruditos fueron enviados por toda China para encontrar libros y ampliar la enciclopedia. Además, el emperador Yongle asignó a su consejero personal, Dao Yan, un monje, y a Liu Jichi, el viceministro de castigos, como coeditores de la enciclopedia, apoyando a Yao Guangxiao. Los eruditos pasaron cuatro años compilando la enciclopedia leishu, bajo la dirección del editor general Yao Guangxiao.
Los estudiosos incorporaron 8.000 textos desde la antigüedad hasta principios de la dinastía Ming. Se trataron muchos temas, como la agricultura, el arte, la astronomía, el teatro, la geología, la historia, la literatura, la medicina, las ciencias naturales, la religión y la tecnología, así como descripciones de acontecimientos naturales inusuales.
La enciclopedia se terminó en 1408 en el Guozijian (Academia Imperial) de Nankín (actual Universidad de Nankín). Constaba de 22.937 rollos o capítulos manuscritos, en 11.095 volúmenes, que ocupaban unos 40 metros cúbicos (1.400 pies cúbicos) y utilizaban 370 millones de caracteres chinos, el equivalente a un cuarto de billón de palabras en inglés (unas seis veces más que la Enciclopedia Británica). Se diseñó para incluir todo lo que se había escrito sobre el canon confuciano, así como toda la historia, filosofía, artes y ciencias. Era una recopilación masiva de extractos y obras de toda la literatura y el conocimiento chinos. El emperador Yongle estaba tan satisfecho con la enciclopedia terminada, que la bautizó con el nombre de su reinado, y escribió personalmente un extenso prefacio en el que destacaba la importancia de preservar las obras.

## Estilo
El aspecto físico de la enciclopedia difería de cualquier otra enciclopedia china de la época. Era de mayor tamaño, utilizaba un papel especial y estaba encuadernada con un estilo de "lomo envuelto" (包背裝, bao bei zhuang). El uso de tinta roja para los títulos y los autores, una tinta reservada exclusivamente para el emperador, ayudaba a confirmar que los volúmenes eran de producción real. Cada volumen estaba protegido por una tapa dura envuelta en seda amarilla. La enciclopedia no estaba ordenada por temas, como otras enciclopedias, sino por 洪武正韻 (Hongwu zhengyun), un sistema en el que los caracteres se ordenan fonética y rítmicamente. El uso de este sistema ayudaba al lector a encontrar entradas específicas con facilidad. Aunque la impresión de libros ya existía en la dinastía Ming, la Enciclopedia Yongle estaba exclusivamente escrita a mano. Cada entrada manuscrita era una recopilación de la literatura existente, algunas de las cuales procedían de textos raros y delicados. La importancia de la Enciclopedia Yongle residía en la conservación de esos textos y en el gran número de temas que abarcaba.

## Acogida
A finales de la dinastía Ming, los eruditos comenzaron a cuestionar los motivos del emperador Yongle para no encargar más copias de la enciclopedia, en lugar de guardarlas. Algunos estudiosos, como Sun Chengze, un erudito de Qin, teorizaron que el emperador Yongle utilizó el proyecto literario por razones políticas. En aquella época, los neoconfucianos se negaban a presentarse a los exámenes de la administración pública o a participar en cualquier tarea imperial, debido a la violenta usurpación del trono por parte del emperador Yongle. La empresa literaria del emperador Yongle sí atrajo la atención de estos eruditos, que acabaron uniéndose al proyecto. Como el emperador Yongle no quería un punto de vista estrictamente confuciano para la enciclopedia, también se incluyeron eruditos no confucianos, que contribuyeron a las secciones budista, taoísta y de adivinación de la enciclopedia. La inclusión de estos temas intensificó el escrutinio contra el emperador Yongle entre los neoconfucianos, que creían que la enciclopedia no era más que "trigo y paja". Sin embargo, a pesar de las diversas opiniones, la enciclopedia se considera en general una contribución inestimable a la hora de preservar una amplia gama de obras históricas de China, muchas de las cuales se perderían de otro modo.

## Desaparición
El Yǒnglè Dàdiǎn no se imprimió para el público en general porque el tesoro se había quedado sin fondos cuando se terminó en 1408. Se colocó en Wenyuan Ge (文淵閣) en Nankín hasta 1421, cuando el Imperio Yongle trasladó la capital a Pekín y colocó el Yǒnglè Dàdiǎn en la Ciudad Prohibida. En 1557, durante el reinado del emperador Jiajing, la enciclopedia se salvó por poco de un incendio que quemó tres palacios de la Ciudad Prohibida. El emperador Jiajing encargó una copia manuscrita en 1562, que se completó en 1567. La copia original se perdió después. Hay tres grandes hipótesis sobre su desaparición, pero no se llegó a ninguna conclusión:
- Destruida a finales de la dinastía Ming. Li Zicheng, líder rebelde, derrocó en 1644 a la dinastía Ming y tomó la capital Ming, Pekín. Unos meses después, fue derrotado por la coalición de Wu Sangui y Dorgon. Li quemó la Ciudad Prohibida cuando se retiró de Pekín. El Yǒnglè Dàdiǎn puede haber sido destruido en dicho incendio.[16]
- Enterrado con el Emperador Jiajing. El momento en que el Emperador Jiajing fue enterrado fue muy cercano al momento de la finalización de la copia del manuscrito. El emperador Jiajing murió en diciembre de 1566, pero fue enterrado tres meses después, en marzo de 1567. Una posibilidad es que estuvieran esperando a que se completara el manuscrito.[17]
- Quemada en el incendio del Palacio Qianqing.

El manuscrito original de la Yǒnglè Dàdiǎn se perdió casi por completo al final de la dinastía Ming, pero el 90% del manuscrito de 1567 sobrevivió hasta la segunda guerra del Opio en la dinastía Qing. En 1860, la invasión anglo-francesa de Pekín provocó un gran incendio y saqueo de la ciudad, y los soldados británicos y franceses se llevaron grandes partes del manuscrito como recuerdo. En 1875 quedaban 5.000 volúmenes, menos de la mitad del original, que se redujo a 800 en 1894. Durante la Rebelión de los Bóxers y la ocupación de Pekín por la Alianza de las Ocho Naciones en 1900, los soldados aliados se llevaron cientos de volúmenes, y muchos fueron destruidos en el incendio de la Academia Hanlin. Sólo quedaron 60 volúmenes en Pekín.

## Actualidad
La colección más completa se conserva en la Biblioteca Nacional de China, en Pekín, con 221 volúmenes. La siguiente colección más grande se encuentra en el Museo Nacional del Palacio de Taipéi, con 62 volúmenes. En 2007 la Biblioteca Nacional de China reeditó la Enciclopedia Yongle. En mayo de 2019 se realizó una exposición en Pekín en la que se pudieron ver reproducciones de láminas de la Enciclopedia Yongle.
Secciones de la Enciclopedia Yongle (secciones 10.270 y 10.271) se encuentran en la Biblioteca Huntington de San Marino, California.
51 volúmenes se encuentran en el Reino Unido, en la Biblioteca Británica, la Biblioteca Bodleiana de Oxford, la Escuela de Estudios Orientales y Africanos de la Universidad de Londres y la Biblioteca de la Universidad de Cambridge; la Biblioteca del Congreso de los Estados Unidos posee 41 volúmenes; la Biblioteca de la Universidad de Cornell tiene 6 volúmenes; y 5 volúmenes se encuentran en varias bibliotecas de Alemania.
Dos volúmenes se vendieron en una subasta en París el 7 de julio de 2020, por 8 millones de euros.

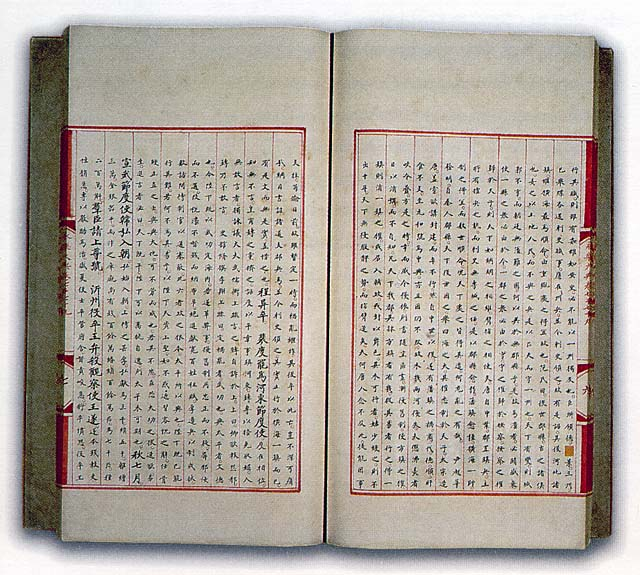
Yongle Dadian, 1403.

## Cronología
- 1408: Se termina la enciclopedia, con 22877 volúmenes manuscritos en 11095 libros.
- 1562: Casi se quema. Se hace una copia de la enciclopedia.
- 1875: Sobreviven 5000 libros.
- 1894: Sobreviven 800 libros.
- 1900: Es saqueada, sobreviven 400 libros y se dispersan alrededor del mundo.[25]